# اليكسي كودرين
اليكسي كودرين (بالروسية: Алексей Леонидович Кудрин)‏ (ولد في 12 أكتوبر 1960) هو شخصية سياسية روسية خدم في الحكومة الروسية كوزير مالية في الفترة من 18 مايو 2000 إلى 26 سبتمبر 2011.خلفه أنطون سيلوانوف.

## روابط خارجية
- اليكسي كودرين على موقع IMDb (الإنجليزية)
- اليكسي كودرين على موقع مونزينجر (الألمانية)
- اليكسي كودرين على موقع قاعدة بيانات الفيلم (الإنجليزية)
- اليكسي كودرين على موقع كينوبويسك (الروسية)